# Историята на Пепеляшка
Историята на Пепеляшка (A Cinderella Story) е тийнейджърски романтичен филм с участието на Хилари Дъф и Чад Майкъл Мъри. В модерни дни класическата Пепеляшка изгубва мобилния си телефон, вместо красивата стъклена пантофка, но разбира се, се влюбва в красив млад принц.
Режисьорът е Марк Росман, участват още: Дженифър Колидж, Дан Бърт, Реджина Кинг, Джули Гонсало и Лин Шейн. Песента от филма е „Сега ще разберете“ по текст и музика на Kara DioGuardi и кавъра на Our Lips Are Sealed, с Хилари Дъф и сестра ѝ Хейли.
Филмът е одобрен от критиците. Получава 51 милиона долара домашен и 70 долара мащабен бюджет.